# Woiwodschaft Krakau (Kongresspolen)

Wappen der Woiwodschaft

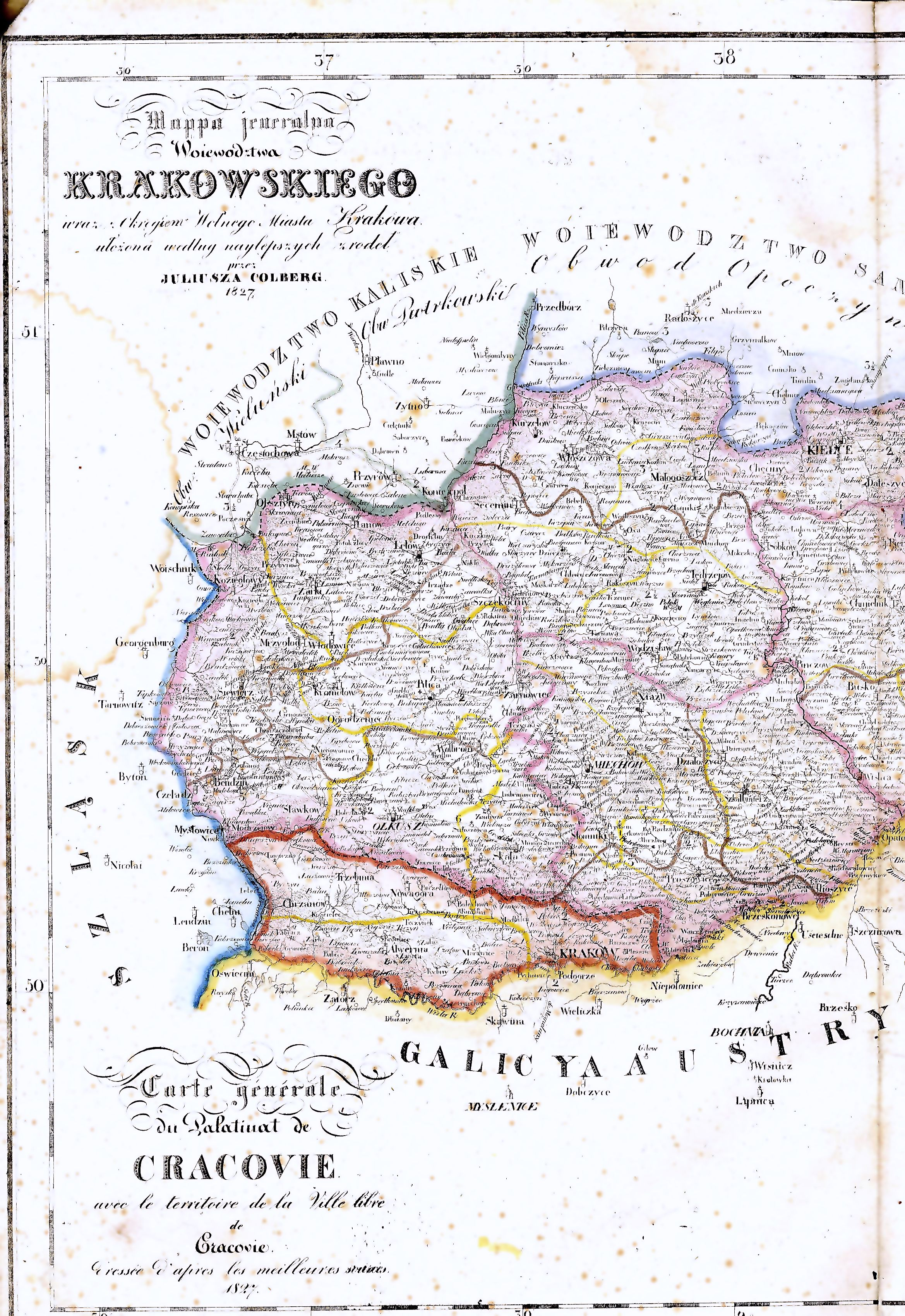
Woiwodschaft Krakau in 1827

Die Woiwodschaft Krakau wurde nach dem Dekret vom Januar 1816 geschaffen und bestand bis 1837.
Die Einwohnerzahl betrug im Jahr 1832 etwa 410.000.
Sie war in vier Kreise mit der Hauptstadt Kielce unterteilt.
- Kielce
- Miechów
- Olkusz
- Stobnica

Die Stadt Krakau selbst bildete den Freistaat Krakau und gehörte nicht zum Königreich Polen und zu dieser Woiwodschaft.